# Marc Charig
Marc Charig znany też jako Mark Charig (ur. 22 lutego 1944 w Londynie) – brytyjski trębacz i kornecista, najbardziej znany ze współpracy z innymi artystami, w tym z Soft Machine, Keithem Tippettem, Centipede i King Crimson.

## Życiorys i kariera muzyczna
Marc Charig urodził się 22 lutego 1944 w Londynie. Jest muzycznym samoukiem. Karierę rozpoczął grając w różnych zespołach bluesowych i soulowych. Jednym z jego pierwszych koncertów był występ w charakterze muzyka towarzyszącego Steviemu Wonderowi w jego trasie koncertowej w 1966 roku. W 1968 roku w Barry Summer School poznał Keitha Tippetta oraz Eltona Deana i Nicka Evansa. Muzycy utworzyli wspólnie zespół, który miał siedzibę w Oxford Street's 100 Club. Po zdobyciu pewnej popularności podpisał kontrakt z wytwórnią Vertigo Records, wydając pod jej szyldem dwa albumy, You Are Here...I Am There (1970) i Dedicated to You But You Weren’t Listening (1971). W międzyczasie Charig i Evans tworzyli również eksperymentalny skład Soft Machine, który istniał przez kilka krótkich tygodni między październikiem a grudniem 1969 roku. Charig pojawił się gościnnie na albumie Fourth. W 1971 roku wszedł w skład złożonego z 50 muzyków zespołu Tippetta, Centipede, który wydał album Septober Energy. W tym samym roku wziął udział w nagraniu albumu The End of an Ear Roberta Wyatta. Równolegle Tippett, Charig i Evans nawiązali współpracę z Robert Frippem i King Crimson uczestnicząc w nagrywaniu kolejnych albumów zespołu: In the Wake of Poseidon (Tippett), Lizard (wszyscy trzej) i Islands (Charig i Tippett). Charig zyskał uznanie publiczności dzięki swoim solówkom na Lizard. Później pojawił się ponownie w King Crimson uczestnicząc w nagrywaniu jego ostatniego albumu, Red.
W 1977 roku wydał wspólnie z Tippettem i Ann Winter free jazzowy album Pipedream, zarejestrowany w jednym z kościołów Bristolu.

## Współpraca
- Bluesology (1966-68),
- Keith Tippett Group (1968-70),
- Brotherhood Of Breath (1970-77, 1981),
- Centipede (1970-71, 1975),
- London Jazz Composers' Orchestra, MLA,
- Elton Dean Quintet (1980),
- ML DD 4 (1982),
- Globe Unity Orchestra, Scoop (1983),
- Maarten Altena[2].